# 41

## Evenimente
- 24 ianuarie: Sfărșitul domniei lui Caligula (Gaius Iulius Caesar Germanicus). Pe tronul Imperiului Roman se urcă unchiul său, Claudius.

## Decese
- 24 ianuarie: Caligula, 28 ani, al treilea împărat roman (n. 12)